# Rue Pastourelle
La rue Pastourelle se situe dans le quartier du Marais à Paris dans le 3e arrondissement.

## Situation et accès
Elle commence rue Charlot et se termine rue du Temple.
Ce site est desservi par les stations de métro Arts et Métiers et Saint-Sébastien - Froissart.

## Origine du nom
La rue porte le nom de Roger Pastourel, seigneur de Groslay, membre du Parlement en 1378, antérieurement propriétaire d'une maison dans cette rue.

## Historique

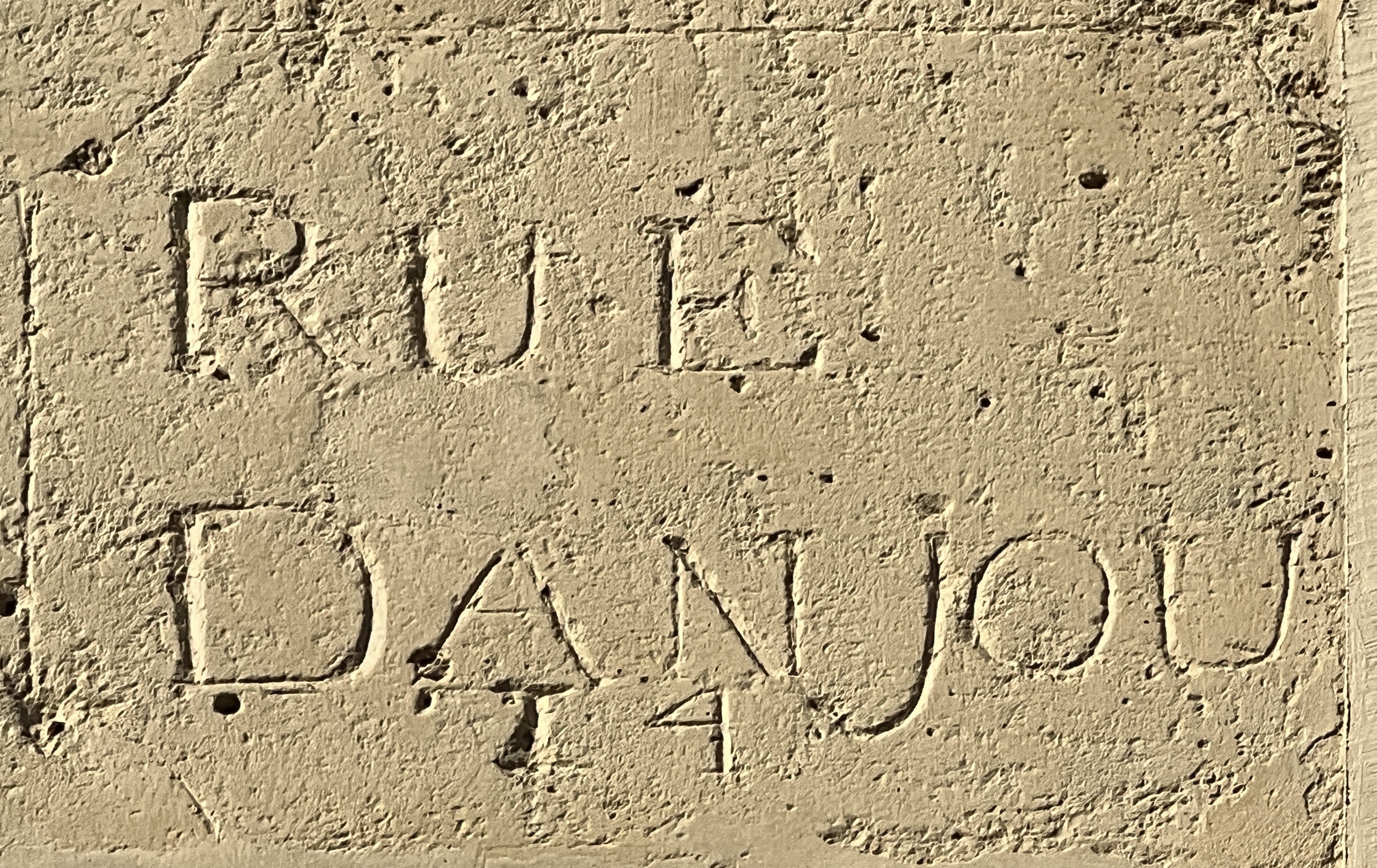
Inscription de la rue d'Anjou.

Cette rue est la réunion, depuis 1877, de deux rues situées de part et d'autre de la rue des Archives :
- la « rue Groignet » ouverte en 1296 dans le lotissement de la Ville-Neuve du Temple créé par l'ordre des Templiers entre la rue du Temple et la rue de la porte Chaume, actuelle rue des Archives, et de
- la « rue d'Anjou » ou « rue d'Anjou au Marais » ouverte en 1626 dans son prolongement.

Elle est citée sous le nom de « rue d'Anjou »  et « rue Pastourelle » dans un manuscrit de 1636 dont le procès-verbal de visite indique : « avons veu quantité de boues et immundices ».

## Bâtiments remarquables et lieux de mémoire
- No 5 : hôtel de Montauglan (escalier et ferronneries).
- No 8 : ancien hôtel Hardy du Plessis.
- No 15 : ruelle Sourdis, voie privée.
- No 17 : hôtel de Saban (ancienne propriété avec le no 15, entre 1612 et 1721, de la famille Rousseau)[1].
- No 23 : ancienne maison du culottier Bérard, auteur de la chanson La Carmagnole (1793).

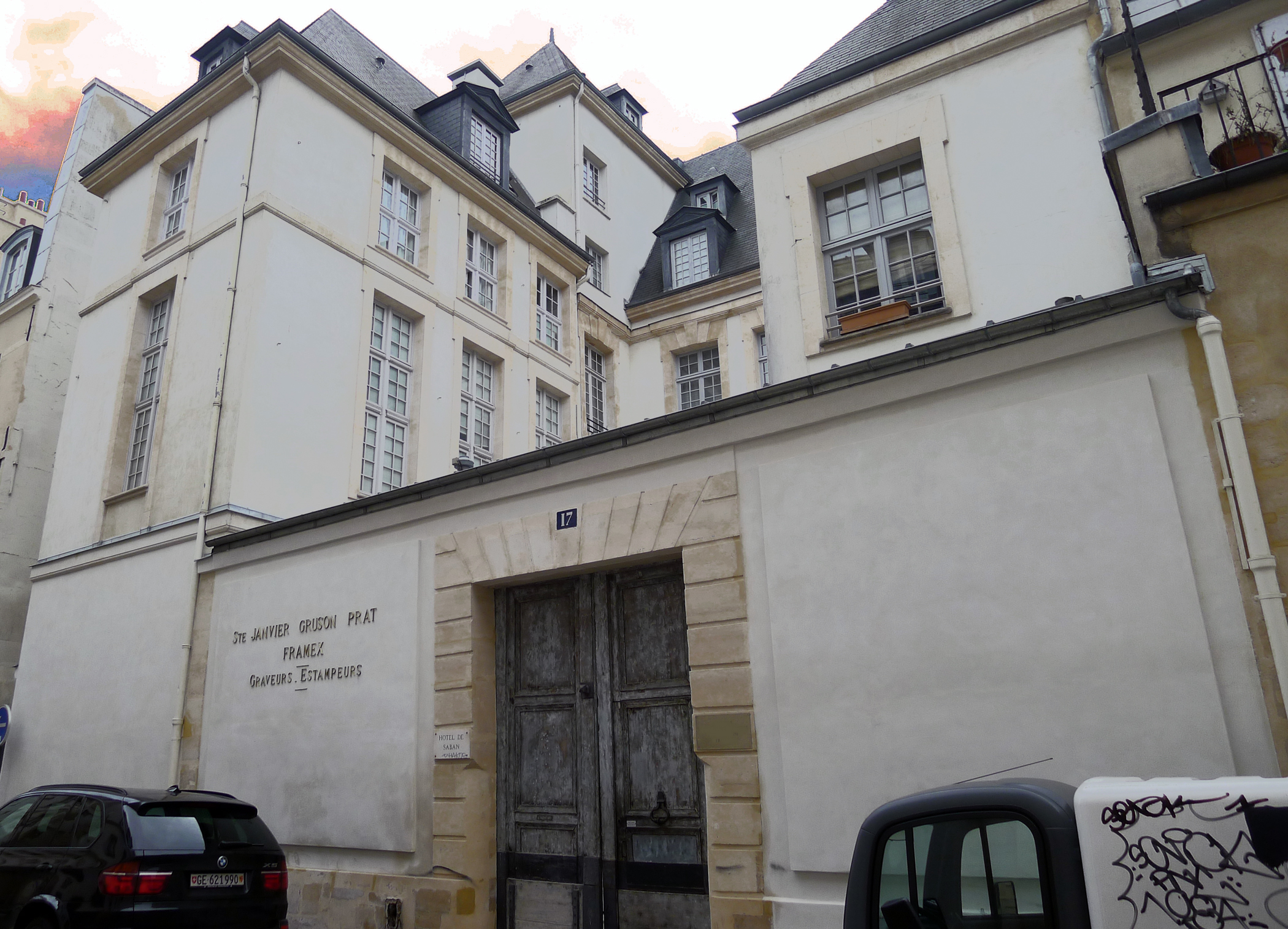
No 17, hôtel de Saban.

## Sources
- Jacques Hillairet, Dictionnaire historique des rues de Paris, Paris, Les Éditions de minuit, 1972, 1985, 1991, 1997, etc. (1re éd. 1960), 1 476 p., 2 vol.  [détail des éditions] (ISBN 2-7073-1054-9, OCLC 466966117).
- Paris, guide 1807, Librairie internationale.